# Клименко, Владимир Павлович
Владимир Павлович Клименко (3 января 1929 года, село Пески, Баштанский район, Николаевская область, Украинская ССР — 7 марта 2007 года, Мариуполь, Украина) — передовик производства, металлург, сталевар мартеновского цеха Ждановского металлургического завода имени Ильича, Сталинская область, Украинская ССР. Герой Социалистического Труда (1971).

## Биография
Родился 3 января 1929 года в крестьянской семье в селе Пески Баштанского района Николаевской области. Перед началом Великой Отечественной войны трудился пормощником кочегара. После войны окончил курсы трактористов.
Служил в составе советских войск в Австрии и потом — на Черноморском флоте (1949—1955). С ноября 1955 года проживал в Мариуполе, где в 1956 году устроился на работу на Ждановский металлургический комбината имени Ильича. Первое время работал подручным сталевара. С 1961 года — сталевар мартеновского цеха № 2 металлургического комбината имени Ильича. В 1969 году окончил вечернюю школу мастеров по специальности сталевар.
Большую часть своей трудовой деятельности провёл при 11-й мартеновской печи, в которой выплавлялись сложные марки стали для оборонной промышленности. В 1971 году удостоен звания Героя Социалистического Труда «за выдающиеся успехи, достигнутые при выполнении заданий пятилетнего плана по развитию чёрной металлургии».
С 1980 по 1990 год работал мастером производственного обучения в ПТУ № 99.
После выхода на пенсию в 1990 году проживал в Мариуполе, где скончался в 2007 году.
Именем Владимира Клименко названа улица в Мариуполе в Центральном районе города (образована в 2014 году).

## Награды
- Герой Социалистического Труда — указом Президиума Верховного Совета СССР от 30 марта 1971 года
- Орден Ленина
- Орден Трудового Красного Знамени